# Inner Child
Inner Child è il secondo album in studio della cantante statunitense Shanice pubblicato il 19 novembre 1991.

## Tracce
1. Keep Your Inner Child Alive (interlude) – 1:24
2. I Love Your Smile – 4:19
3. Forever In Your Love – 4:46
4. I'm Cryin' – 5:07
5. I Hate To Be Lonely – 6:46
6. Stop Cheatin' On Me – 4:50
7. Silent Prayer ((feat. Johnny Gill)) – 5:03
8. Peace in the World – 4:26
9. Lovin' You – 3:57
10. You Ain't All That – 4:36
11. Shanice & Mookie Meet Homie (interlude) – 0:23
12. You Didn't Think I'd Come Back This Hard – 3:39
13. You Were The One – 5:21
14. I Love Your Smile (Hakeem's Mix) – 4:16
15. Goodnight (interlude) – 0:23